# Kato Akourdalia
Kato Akourdalia (griechisch Κάτω Ακουρδάλια), auch Kato Akourdaleia (griechisch Κάτω Ακουρδάλεια) oder Kato Akourdhalia, ist eine Gemeinde im Bezirk Paphos in der Republik Zypern. Bei der Volkszählung im Jahr 2021 hatte sie 52 Einwohner.

## Name
Über die Herkunft des Ortsnamens gibt es verschiedene Versionen. Eine der Versionen besagt, dass er von einem französischen Ausdruck stammt, der so viel wie „Weg des Wassers“ bedeutet. Eine andere der Versionen bezieht sich auf ein Geräusch der Vögel, während einer dritten Version zufolge der Name eventuell mit dem Anbau von Knoblauch der Gegend zusammenhängt. Schließlich verbindet eine andere Version den Namen der Gemeinde mit der Herstellung eines traditionellen Gürtels namens Korda.

## Lage und Umgebung

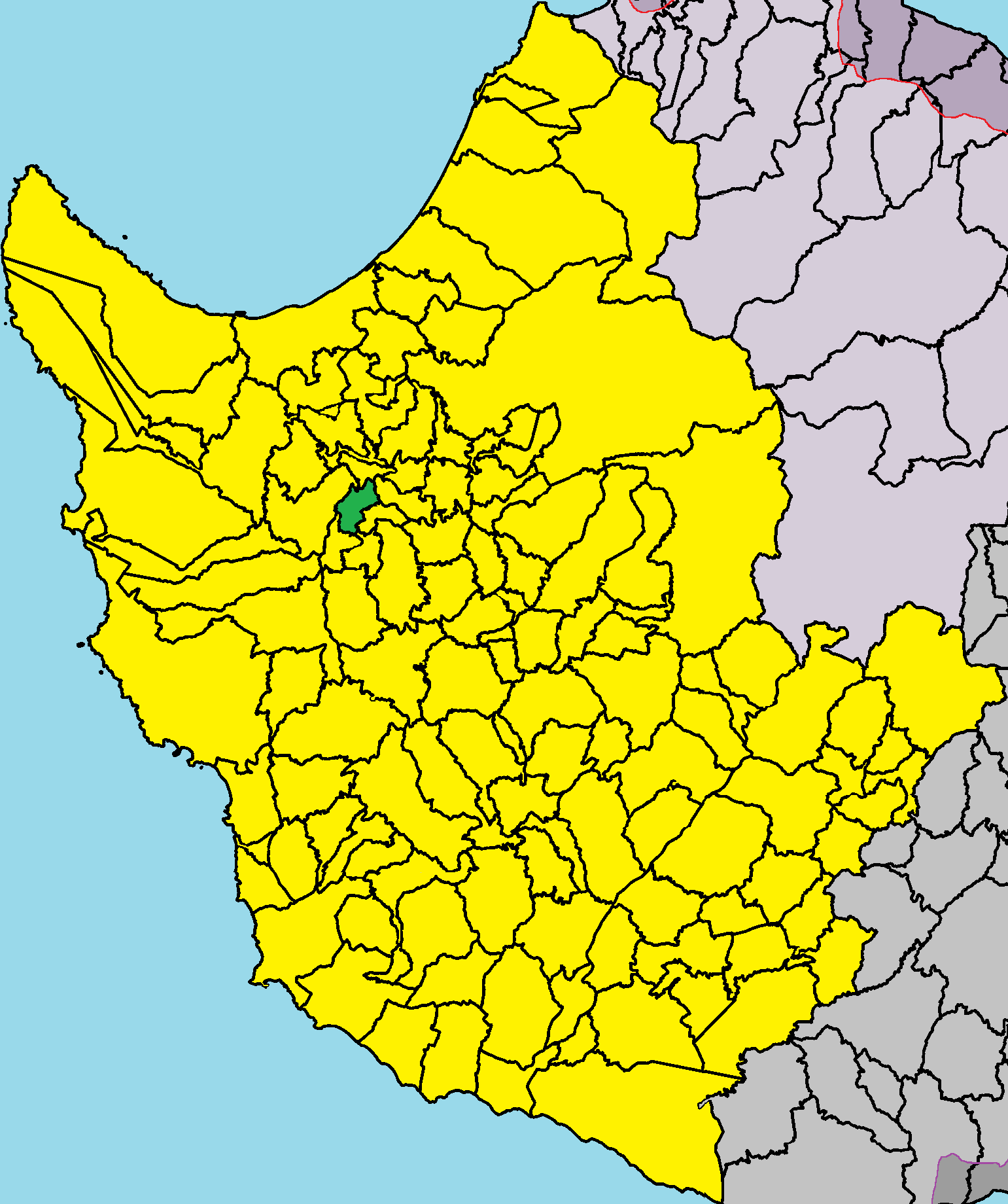
Lage im Bezirk Paphos

Kato Akourdalia liegt im Westen der Mittelmeerinsel Zypern auf einer Höhe von etwa 330 Metern, etwa 30 Kilometer nördlich von Paphos, 90 Kilometer nordwestlich von Limassol und fast 170 Kilometer westlich von Nikosia. Das 3,01787 Quadratkilometer große Dorf grenzt im Norden an Skoulli, im Osten an Evretou und Loukrounou, im Südosten an Miliou, im Süden an Pano Akourdalia und im Westen an Kritou Tera. Das Dorf kann über die Straße B7 erreicht werden.

## Geschichte
In einem alten Manuskript aus der venezianischen Zeit wird die Siedlung Akourdalia erwähnt, welche wahrscheinlich während der byzantinischen Zeit gegründet wurde. Später wurde diese Siedlung in Kato und Pano Akourdalia aufgeteilt.

### Bevölkerungsentwicklung
Die folgende Tabelle zeigt die Bevölkerung des Dorfes, wie sie in den in Zypern durchgeführten Volkszählungen erfasst wurde.
| Jahr      | 1881 | 1891 | 1901 | 1911 | 1921 | 1931 | 1946 | 1960 | 1976 | 1982 | 1992 | 2001 | 2011 | 2021 |
| Einwohner | 49   | 76   | 103  | 115  | 117  | 110  | 121  | 98   | 88   | 64   | 42   | 32   | 65   | 52   |

## Sehenswürdigkeiten
- Agia Paraskevi, kleine Kuppelkirche aus dem 15. Jahrhundert